# Argonauti

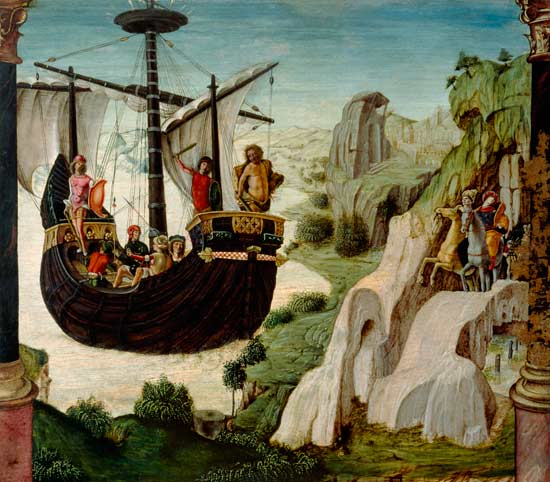
Lorenzo Costa, La nave Argo con l'equipaggio

Gli Argonauti (in greco antico: Ἀργοναῦται?, Argonáutai) furono un mitologico gruppo di circa 50 eroi che, sotto la guida di Giasone, diede vita a una delle più note e affascinanti narrazioni della mitologia greca: l'avventuroso viaggio a bordo della nave Argo, che li condurrà nelle ostili terre della Colchide alla riconquista del vello d'oro.
Gli eroi erano accorsi alla chiamata degli araldi inviati in tutta la Grecia per organizzare la spedizione che Pelia, re di Iolco, aveva imposto a Giasone, figlio di suo fratello Esone.
Pelia, infatti, era diventato re di Iolco dopo avere usurpato il trono a suo fratello Esone, legittimo erede al trono, da lui fatto imprigionare insieme al resto della famiglia. Giasone accettò l'insidiosa richiesta alla sola condizione che, in caso di successo, Pelia avrebbe liberato i suoi cari.

## Il mito
(Apollonio Rodio, Le Argonautiche, I, 1-4 trad.: G. Paduano)

### Il vello d'oro
Un tempo, a causa di un oracolo ingannevole, Atamante l'Eolio, re di Beozia, era stato in procinto di sacrificare Frisso, il figlio avuto da Nefele. In lacrime, avrebbe adempiuto ciecamente al verdetto oracolare se non fosse apparso Eracle a distoglierlo dal gesto, convincendolo dell'avversione che suo padre Zeus provava per i sacrifici umani. In seguito Ermes, per ordine di Era o di Zeus, inviò dal cielo Crisomallo, un ariete alato dal vello interamente d'oro. L'animale magico, giunto al cospetto di Frisso, iniziò a parlargli, ordinandogli di montargli in groppa. Il ragazzo accettò l'invito e volò in questo modo verso la Colchide dove, una volta giunto, sacrificò l'animale. Il vello d'oro rimase intatto e fu tenuto in conto come un grande tesoro dagli abitanti del luogo.

### Gli Oracoli di Pelia

#### Il primo oracolo
Pelia, figlio naturale di Poseidone, divenne re alla morte di suo padre adottivo Creteo, nonostante il legittimo erede fosse suo fratello Esone. Avvisato da un oracolo che un discendente di Eolo lo avrebbe ucciso, fece sterminare chiunque avesse un rapporto di discendenza con il dio dei venti: tutti tranne Esone, che nel frattempo aveva avuto un figlio di nome Giasone. Il bambino fu segretamente trasportato fuori dal palazzo e affidato al centauro Chirone, che lo allevò.

#### Il secondo oracolo

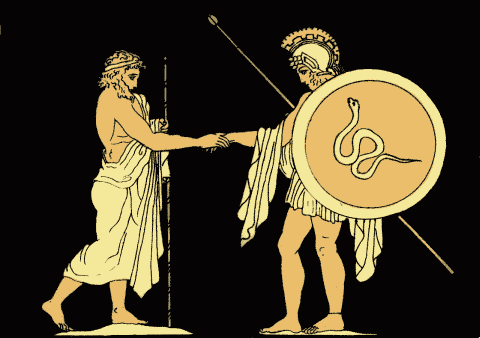
Re Pelia incontra Giasone

Un altro oracolo mise in guardia Pelia dall'incontro con un giovane che avesse ai piedi un solo calzare.
Tempo dopo gli capitò infatti di incontrare su una spiaggia un giovane, alto e armato di due lance, con un solo piede calzato: si trattava proprio di Giasone, che aveva perso un sandalo aiutando pietosamente una vecchina a guadare le acque fangose del fiume Anauro. Sotto le vesti di quella povera vecchia che, fino all'arrivo di Giasone, aveva inutilmente chiesto aiuto ai viandanti, si nascondeva in realtà una teofania di Era; la moglie di Zeus, continuamente trascurata da Pelia, fu a lui sempre avversa.
Alla vista di quel giovane il re lo interrogò chiedendogli quale fosse il suo nome e chi fosse suo padre e il giovane gli rispose con franchezza; al che il sovrano gli chiese come si sarebbe comportato se un oracolo gli avesse predetto che un proprio concittadino stesse per ucciderlo. Giasone, ispirato da Era, rispose che avrebbe inviato quell'uomo nella Colchide, alla ricerca del vello d'oro.
Ma quando riconobbe nel suo interlocutore l'usurpatore, Giasone gli chiese di restituirgli il trono; il re gli rispose ponendogli una condizione: prima avrebbe dovuto salvare il regno da una maledizione.

#### L'incarico
Pelia gli narrò così di essere tormentato dall'ombra di Frisso, fuggito tempo addietro da Orcomeno e a cui mai era stata data degna sepoltura. Pelia aggiunse che, secondo un oracolo, la loro terra sarebbe rimasta sempre povera fino a quando non fosse stato riportato in patria il vello d'oro, custode dell'anima di Frisso. Promise a Giasone che, se questi avesse accettato l'incarico, gli avrebbe restituito il trono non appena l'eroe fosse ritornato con il vello.
Giasone inviò araldi in tutte le terre dell'Ellade a chiedere aiuto, ma poi, indeciso sul da farsi, si rivolse all'oracolo di Castalia, che gli suggerì di partire al più presto con una nave. La nave fu costruita e la stessa Atena ne ornò la prua con una polena apotropaica.

### Partecipanti
(Pindaro, Le Pitiche, Pitica IV, versi 327-337)
Molte sono le liste tramandate degli eroi che presero parte all'impresa. Nelle fonti più autorevoli troviamo:
1. Acasto, figlio di Pelia
2. Admeto, principe di Fere

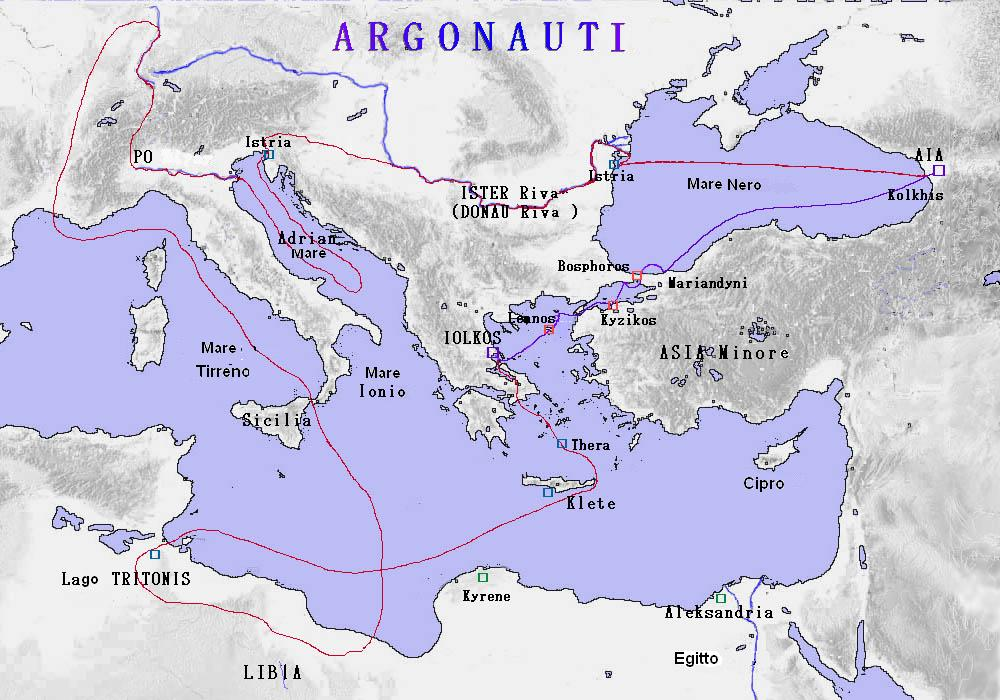
Uno dei possibili itinerari degli Argonauti

3. Anceo il Grande di Tegea, figlio di Posidone
4. Anceo il piccolo, il Lelego di Samo
5. Anfirao, il veggente argivo
6. Argo di Tespi, costruttore della nave Argo
7. Ascalafo di Orcomeno, figlio di Ares
8. Asterio, figlio di Comete, un Pelopide
9. Atalanta di Calidone, vergine cacciatrice
10. Attore, figlio di Ippaso, da Pellene
11. Augia, figlio di re Forbante di Elide
12. Bute, di Atene, apicoltore
13. Calaide, l'alato figlio di Borea
14. Canto l'Eubeo
15. Castore, lottatore spartano, uno dei Dioscuri
16. Cefeo, figlio dell'Arcade Aleo,
17. Ceneo il Lapita, che un tempo fu donna
18. Corono il Lapita, di Girtone in Tessaglia
19. Echione, figlio di Ermes, l'araldo
20. Eracle di Tirinto
21. Ergino di Mileto
22. Eufemo di Tenaro, il lottatore
23. Eurialo, figlio di Mecisteo, uno degli Epigoni
24. Euridamante il Dolopio, del lago Siniade
25. Falero, l'arciere Ateniese
26. Fano, il figlio cretese di Dioniso
27. Giasone, il capo della spedizione
28. Idas, figlio di Afareo di Messene
29. Idmone l'Argivo, figlio di Apollo
30. Ificle, figlio di Testio l'Etolo
31. Ifito, fratello di re Euristeo di Micene
32. Ila il Driope, scudiero di Eracle
33. Laerte, figlio di Acrisio l'Argivo, futuro padre di Odisseo (Ulisse)
34. Linceo, fratello di Idas
35. Melampo di Pilo, figlio di Amitaone
36. Meleagro il Calidone
37. Mopso il Lapita
38. Nauplio l'Argivo, figlio di Posidone, famoso navigatore e padre di Palamede
39. Oileo il Locrese, futuro padre di Aiace d'Oileo
40. Orfeo, il poeta Tracio
41. Palemone, figlio di Efesto, un Etolo
42. Peante, figlio di Taumaco il Magnesio
43. Peleo il Mirmidone, padre di Achille
44. Peneleo, figlio di Ippalcimo, il Beota
45. Periclimeno di Pilo, figlio di Neleo
46. Piritoo, Re dei Lapiti, figlio di Issione,
47. Polluce, pugile spartano, uno dei Dioscuri
48. Polifemo, figlio di Elato, l'Arcade
49. Stafilo, fratello di Fano
50. Telamone, fratello di Peleo, futuro padre di Aiace Telamonio
51. Teseo, figlio del re Egeo l'ateniese
52. Tifi il timoniere, di Sife in Beozia
53. Zete, fratello di Calaide

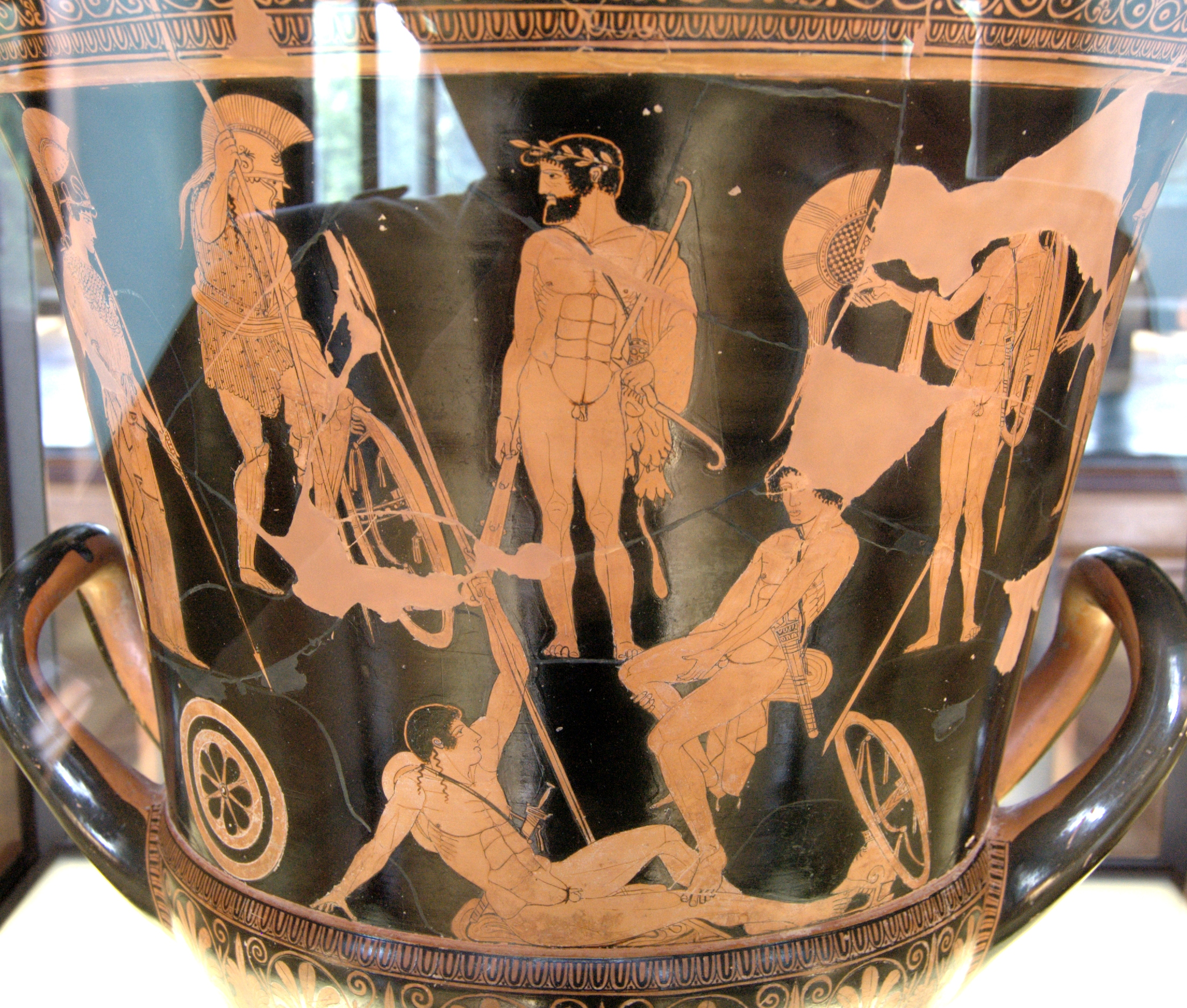
Eracle al raduno con gli altri Argonauti. Cratere attico a figure rosse da Orvieto. Pittore dei Niobidi, 460-450 a.C. (Louvre)

Giasone desiderava portare con sé uno dei figli di Pelia, onde evitare che il re indirizzasse le sue maledizioni sul viaggio della nave Argo. Per questo Giasone si recò a reclutare il prode Acasto, uno dei figli del re; ma fu lo stesso Acasto, desideroso di partire per l'avventura, a proporsi a Giasone, andandogli incontro e salutandolo come "fratello".

#### Altri partecipanti[1]

##### Apollonio Rodio
Le Argonautiche aggiungono altri personaggi alla spedizione:
- Anfidamante
- Areio
- Clizio
- Erito
- Eulide
- Eurobote
- Fleias
- Laocoonte
- Leodoco
- Menezio
- Talao

##### Pseudo-Apollodoro

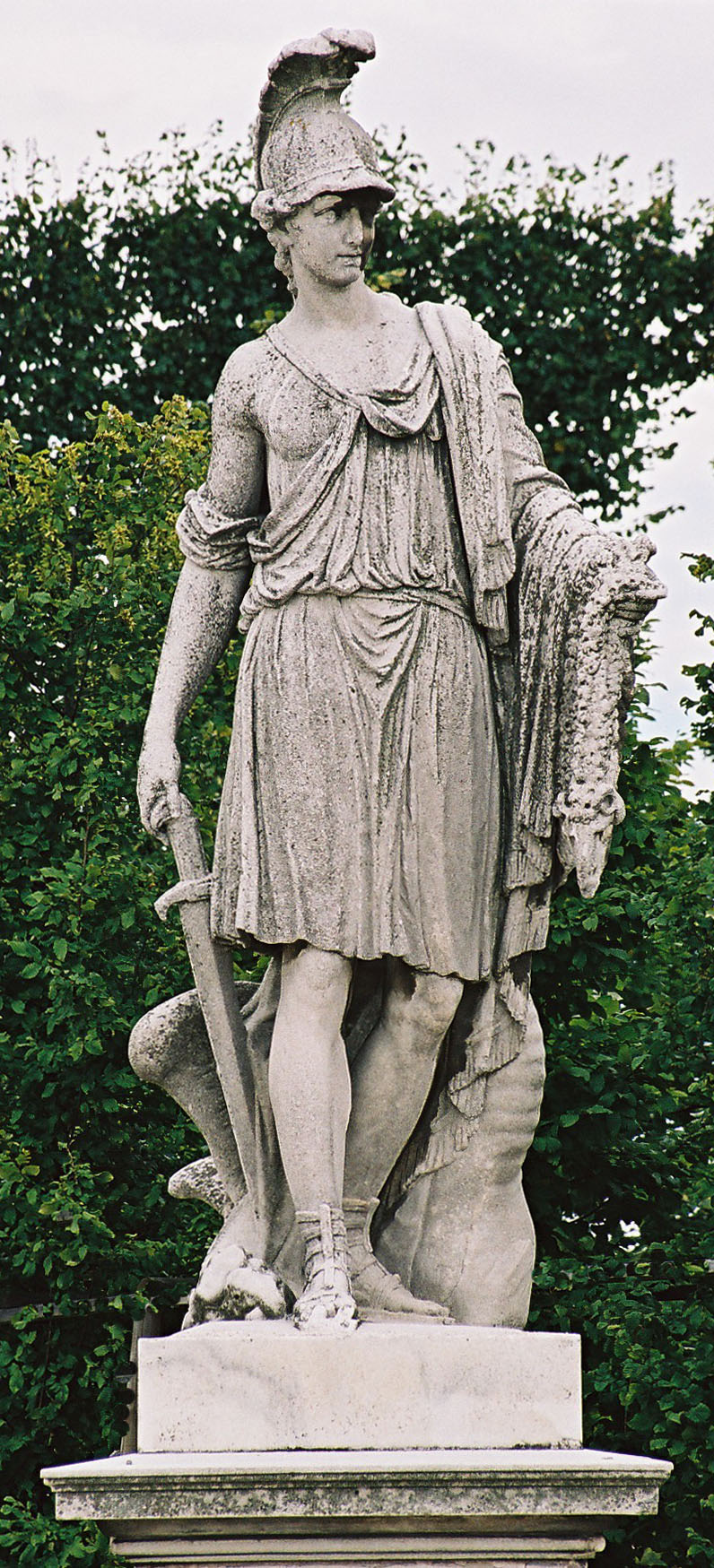
Una statua di Giasone allo Schloss Schönbrunn di Vienna

- Autolico
- Ialmeno
- Leito, figlio di Alettore
- Poias

##### Argonautiche orfiche
- Attoride
- Eneio
- Erito
- Etalide, altro nome di Echione
- Euritone
- Laodoco

##### Igino[14]
Nelle favole ritroviamo:
- Agriamone, figlia di Perseone
- Deucalione
- Filottete
- Foco
- Neleo
- Priaso, figlio di Ceneo
- Teseo

### Il viaggio

#### La partenza
A comando della spedizione fu inizialmente proposto Eracle, in virtù della sua fama, ma il semidio rifiutò e propose la candidatura di Giasone che, benché giovane e inesperto, aveva organizzato il viaggio. Appena la nave ebbe preso il largo, gli Argonauti sacrificarono due buoi ad Apollo, per propiziarsi il viaggio. Mentre il fumo si alzava nel cielo gli Argonauti fecero festa; inebriati e resi violenti dal vino, gli eroi avrebbero sicuramente compromesso l'esito del viaggio, se non fosse intervenuto Orfeo che placò gli animi dei compagni con il dolce suono della sua lira.

#### L'isola di Lemno
La prima isola che gli Argonauti incontrarono lungo il viaggio fu Lemno, abitata da sole donne; queste, abili guerriere, erano state vittime di una maledizione di Afrodite, che le aveva indotte a sterminare tutti i loro uomini. Appena avvistarono l'imbarcazione decisero di attaccarla, pensando che fosse una nave nemica. Giasone decise allora di inviare come ambasciatore Echione che, con un bastone alla mano, riuscì a dissuaderle guadagnandosene l'ospitalità. Gli Argonauti furono quindi ben accolti dalle donne, che vollero giacere con loro per procreare una stirpe di eroi. Ipsipile offrì a Giasone il trono del piccolo regno, mentendogli sulle circostanze che avvolgevano la scomparsa degli uomini nell'isola, ma Giasone rifiutò, ricordandole lo scopo del suo viaggio, la conquista del vello d'oro.
Ergino, preso in giro dalle donne per la sua canizie, sfidò e vinse nei giochi Calaide e Zete, i due velocissimi figli di Borea, affermando poi che anche ai giovani crescono capelli grigi prima del tempo.
In quelle notti furono concepiti molti figli, ma alla fine Eracle, stanco di restare solo a guardia alla nave, richiamò tutti gli Argonauti e li obbligò a riprendere il viaggio. Gli eroi partirono alla volta della Samotracia.

#### Re Cizico
Ripreso il viaggio, gli Argonauti si trovarono ad affrontare il terribile passaggio attraverso l'Ellesponto, sapendo che il re troiano Laomedonte non permetteva il libero transito alle navi greche. Attesero quindi la notte per costeggiare lentamente la Tracia, avvicinarsi al mar di Marmara e sbarcare su una penisola chiamata Arto.
Il giovanissimo re dei Dolioni Cizico, figlio di Eneo, li accolse come eroi, invitandoli alla sua festa nuziale che si sarebbe celebrata di lì a poco. Nella notte gli Argonauti furono svegliati dall'attacco di giganti a sei braccia figli della terra, ma riuscirono ad avere la meglio.
Dopo avere consacrato la loro ancora ad Atena, partirono per il Bosforo, ma una tempesta li fece deviare e approdare su una buia spiaggia, dove furono assaliti da guerrieri bene armati. Gli Argonauti ancora una volta vinsero la battaglia, ma ben presto scoprirono chi erano i loro avversari: la sorte li aveva riportati sulla penisola di Arto contrapponendoli inconsapevolmente con i loro ospiti in uno scontro armato; e riconobbero tra gli altri i corpi senza vita dello stesso re e di Artace, il più noto dei suoi sudditi, grandissimo guerriero ed eroe.
Nel dispiacere generale si celebrarono i riti funebri, durante i quali, all'improvviso, giunse un alcione che si poggiò sulla prua di Argo. Mopso, che aveva il dono di sapere interpretare i presagi, capì che quell'uccello era inviato da Gea, la dea della terra, quale segno della sua offesa per la sorte subita dai giganti a sei braccia, suoi figli. Gli eroi prima di riprendere il viaggio, eressero un simulacro della dea per placarne l'ira.

#### Sulle rive del fiume Chio

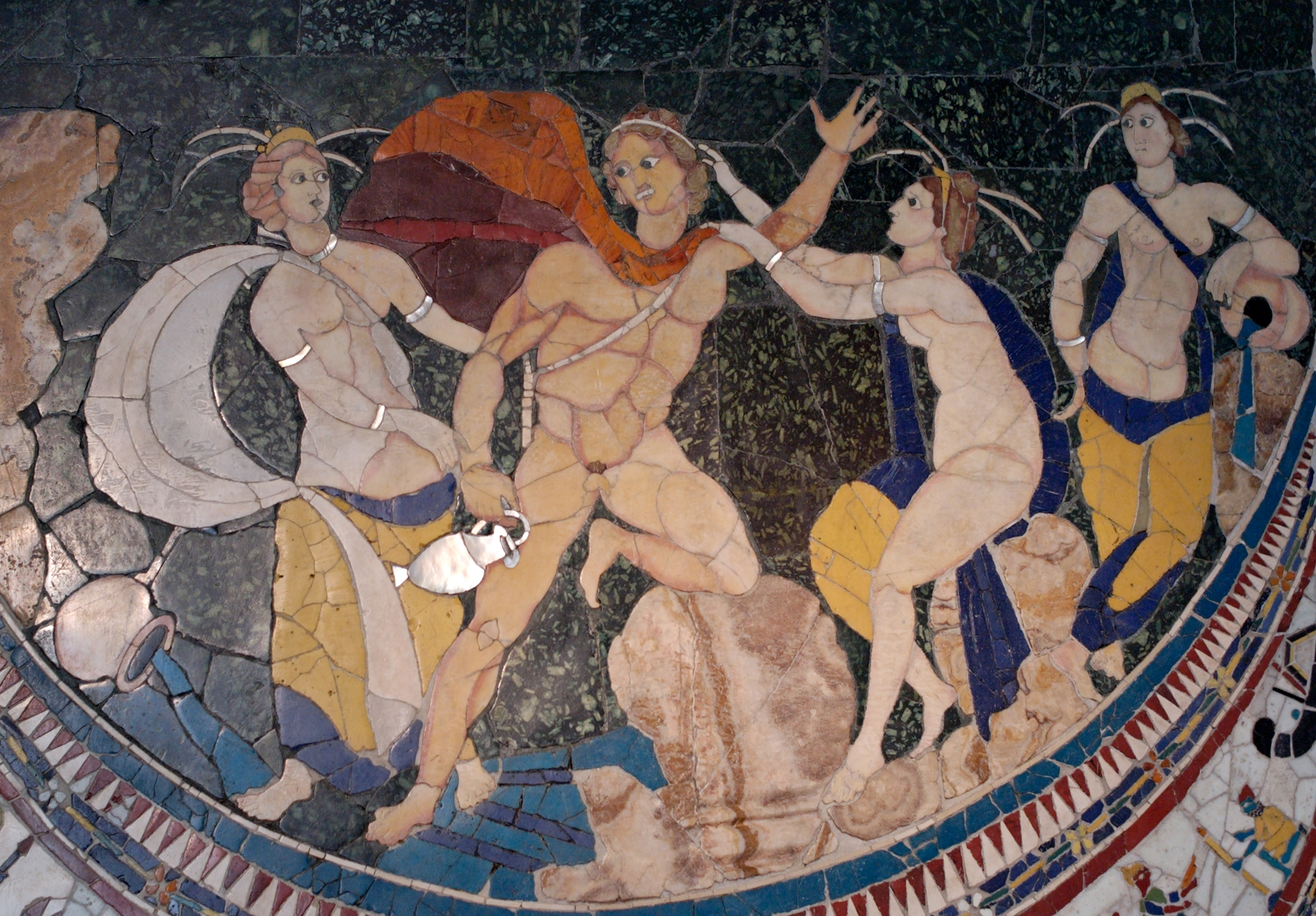
Ila rapito dalle ninfe

Durante questa parte del viaggio, gli Argonauti decisero di sfidarsi in una gara di resistenza: avrebbe vinto chi fosse riuscito a vogare più a lungo. Ben presto rimasero solo Giasone, Eracle e i Dioscuri. Giunti alla foce del fiume Chio anche i Dioscuri cedettero; Giasone svenne ed Eracle ruppe il remo. Decisero allora che era tempo di una pausa. Approdati su di un'isola, Eracle si allontanò andando in cerca di un nuovo remo; quando risalì sulla nave gli fu riferito che Ila, suo scudiero e amante, andato in cerca di acqua, non aveva ancora fatto ritorno. L'eroe si allontanò sulla spiaggia, seguito a breve da Polifemo, lanciandosi alla disperata ricerca del ragazzo. Ma la generosità dei due eroi era destinata all'insuccesso: il ragazzo era stato stregato da alcune ninfe che, invaghitesi di lui, lo imprigionarono per l'eternità. Il mattino seguente la giornata si presentava così ventilata che Giasone decise di fare vela senza i compagni perduti. Inutili furono le proteste di alcuni così come i tentativi di convincere Tifide a cambiare rotta, ma Giasone - appoggiato da Calaide e Zete - fu irremovibile.

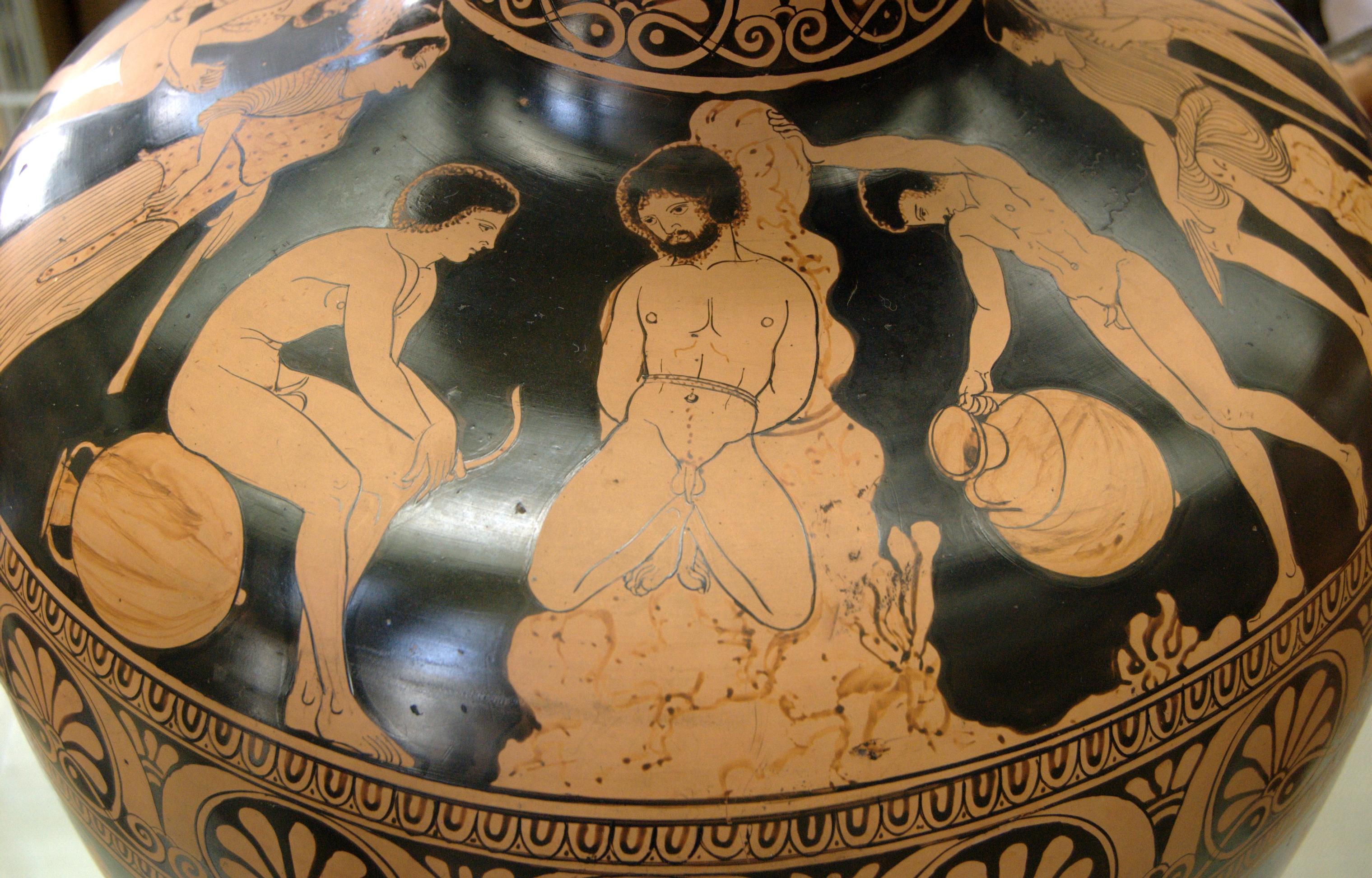
Gli Argonauti accerchiano Amico

Proseguendo il viaggio raggiunsero l'isola di Bebrico, dove regnava un re di nome Amico; figlio di Poseidone, che si vantava di essere un buon pugile. Egli volle mettere alla prova gli Argonauti, sfidando Polluce, il migliore tra loro. Fu il dioscuro a uscire vincitore, uccidendo l'avversario e scatenando la furia del popolo. Gli Argonauti ebbero facile sopravvento sulla folla inferocita e poterono saccheggiare il palazzo reale; poi, offerti in sacrificio venti tori per ingraziarsi Poseidone, ripresero l'avventura sul mare.
Una volta giunti sul promontorio di Salmidesso, gli eroi incontrarono il figlio di Agenore, Fineo tormentato dalle Arpie. Calaide e Zete, figli del vento, poterono spiccare il volo e respingere i due mostri. Il re, per ricompensarli, profetizzò sul loro viaggio consigliando loro la rotta più sicura.

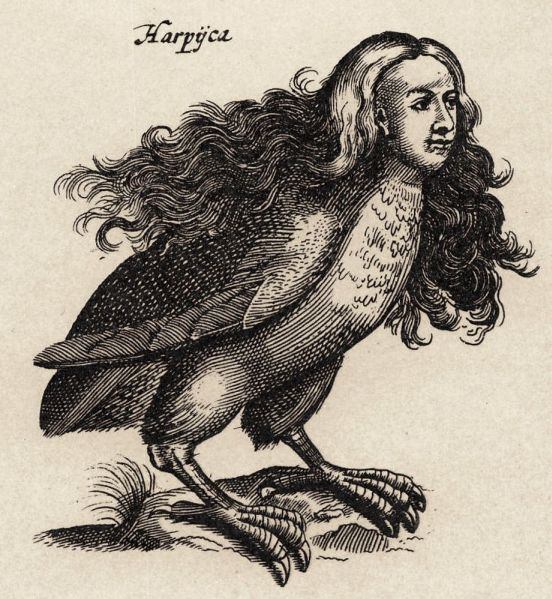
Un'arpia

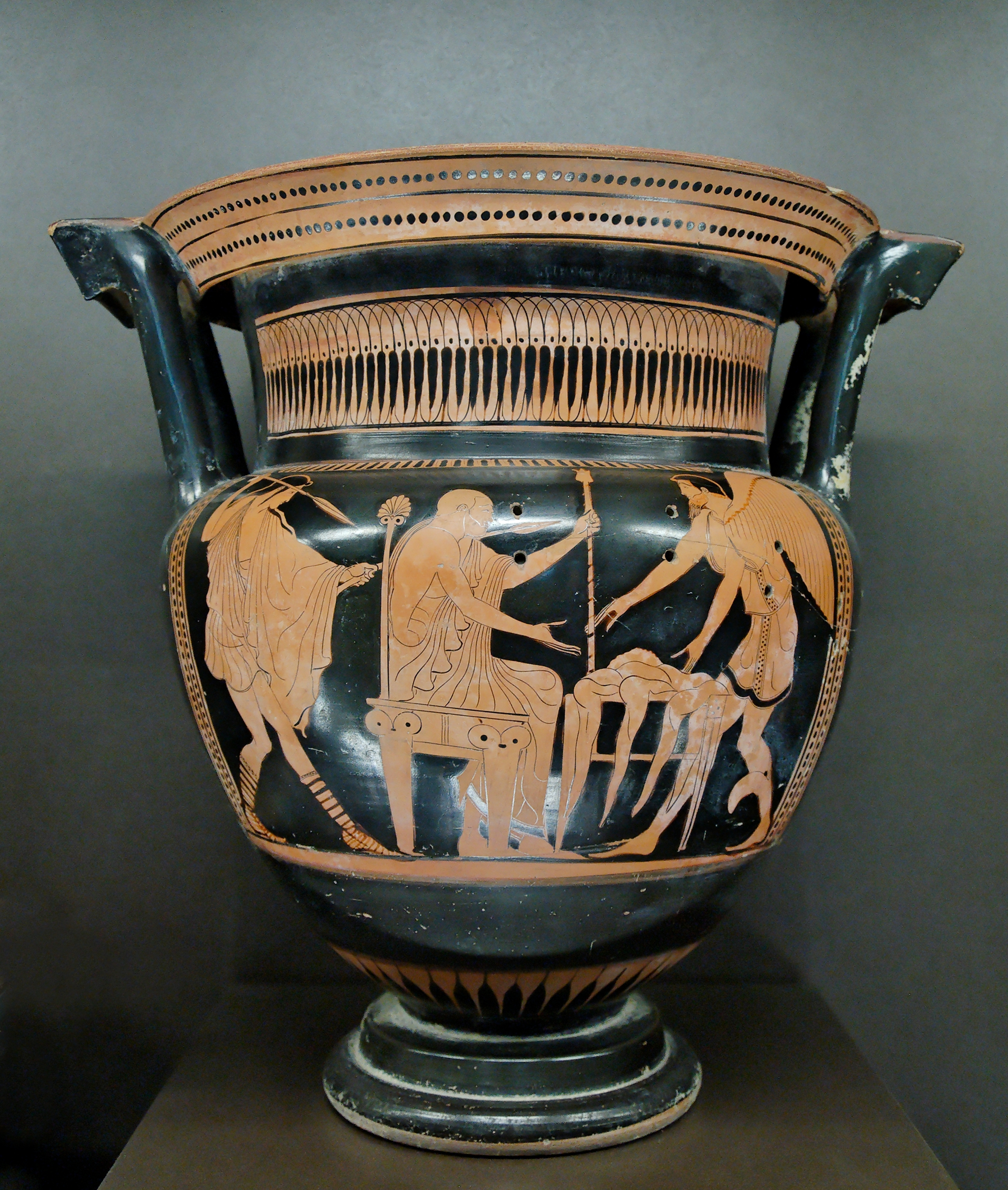
Calaide e Zete salvano Fineo

#### Seguendo i consigli di Fineo
Tutte le navi dirette verso il Bosforo dovevano fare i conti con le insidie delle rocce nascoste nella nebbia eterna, che puntualmente le faceva affondare. Tuttavia Eufemo, seguendo il consiglio di Fineo, fece volare una colomba: gli Argonauti la seguirono e, incoraggiati da Atena e dal suono della lira di Orfeo, riuscirono a evitare gli scogli. Dopo avere costeggiato la sponda meridionale, giunsero nell'isola di Tinia dove ebbero l'apparizione del divino Apollo, che mostrò rispetto per la loro avventura.
Arrivarono in seguito all'isola di Mariandine, dove dopo avere ricevuto l'avviso di Dimante a riguardo di Amico e averlo sconfitto, il re Lico, felice per la morte del suo rivale (Amico) offrì loro, in segno di gratitudine, suo figlio Dascilo come guida. Il giorno dopo gli Argonauti, in procinto di salire sulla nave, furono assaliti da un enorme cinghiale, che ferì Idmone alle gambe, affondandogli le zanne nella carne. Ida giunse in soccorso e uccise la bestia con la lancia, ma l'emorragia di Idmone risultò impossibile da arrestare. L'eroe morì dissanguato e gli Argonauti lo piansero a lungo.
Tifide, che fino allora era stato il nocchiero, si ammalò e morì poco dopo lasciando la guida della nave ad Anceo il grande, che in quel ruolo si rivelerà la scelta migliore. Giasone, di fronte alla decimazione dei suoi uomini decise di fare una breve sosta a Sinope, in Paflagonia, la città che doveva il suo nome alla figlia di Asopo. Qui il comandante scelse tre nuovi membri, i fratelli Deileonte, Autolico e Flogio, vecchi amici di Eracle.
Nuovamente in viaggio, gli Argonauti passarono accanto al paese dei Tibareni, un popolo che si distingueva per una singolare caratteristica: durante il parto, i mariti erano in preda alle doglie allo stesso modo delle consorti.

#### L'isola di Ares
Gli Argonauti arrivarono poi davanti alla piccola isola di Dia, sacra ad Ares, il dio della guerra. Subito stormi di uccelli si levarono da quel luogo infausto e attaccarono la nave. Questi uccelli combattevano alla loro particolare maniera, scagliando le proprie piume sugli avversari; fu in questo modo che Oileo rimase ferito alla spalla. Gli Argonauti si ricordarono allora dei consigli di Fineo, e di come questi aveva riferito dell'avversione di questi animali al rumore: indossati gli elmi dispersero lo stormo rivolgendo agli uccelli urla possenti. Metà di loro si diede a remare mentre gli altri li proteggevano sollevando gli scudi, e con il clangore che ottenevano percuotendone la superficie con le spade.
Seguendo ancora i consigli del re sbarcarono sull'isola e misero in fuga ogni creatura mostruosa vi si nascondesse. Si scatenò quindi un violento nubifragio; al cospetto degli Argonauti apparve una piccola imbarcazione su cui erano quattro naufraghi, Citissoro, Argeo, Frontide e Melanione (o Mela), i figli di Frisso e di Calciope. Gli Argonauti furono ben lieti di trarli in salvo, e di cooptarli nella spedizione. Arrivati tutti insieme alla foce del fiume Fasi, che bagna la Colchide, Giasone convocò un'assemblea per decidere come recuperare il vello.

### La conquista del Vello d'oro

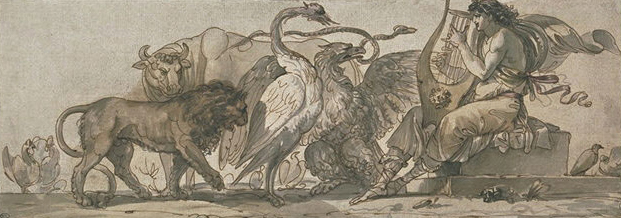
Orfeo incanta gli animali con il suono della sua lira

Giasone dichiarò subito le sue intenzioni: accompagnato dai figli di Frisso, intendeva recarsi nella città di Ea, su cui regnava Eete, per rivendicare, con maniere gentili, il prezioso oggetto. Solo al rifiuto di Eete avrebbero attaccato battaglia. La proposta fu accolta con un applauso; a Giasone volle unirsi Augia, un fratellastro di Eete, convinto di potere avere un ruolo. Il gruppo avanzò attraverso il cimitero di Circe, dove si presentò ai loro occhi lo spettacolo dei cadaveri esposti sulle cime dei salici (l'usanza del luogo riservava la sepoltura alle sole donne, mentre i corpi dei maschi erano lasciati alla mercé degli uccelli).

#### L'incontro con Calciope
Mentre si avvicinava al palazzo, a Giasone apparve Calciope, moglie del defunto Frisso; ella era, con Medea, una delle figlie che Eete aveva avuto dalla prima moglie, la defunta ninfa Aterodea. Calciope, udendo la storia del salvataggio dei suoi figli, ringraziò il comandante.
Sopraggiunse allora Eete, che si infuriò nello scoprire che gli Argonauti avevano infranto il divieto imposto da Laomedonte. Chiese allora al suo nipote prediletto, Argeo, di spiegare il motivo di quella visita. Il ragazzo, senza perdersi d'animo, raccontò la storia del viaggio degli Argonauti, narrando anche di come fosse stato tratto in salvo dal naufragio insieme ai suoi fratelli.
Ma Eete, cui un oracolo aveva predetto la fine del suo regno se il vello d'oro fosse stato sottratto, per tutta risposta si infuriò, burlandosi del comandante e dei suoi compagni. Disconobbe Augia come fratello e ordinò agli intrusi di fare ritorno ai loro luoghi d'origine, minacciandoli di torture se fossero rimasti.

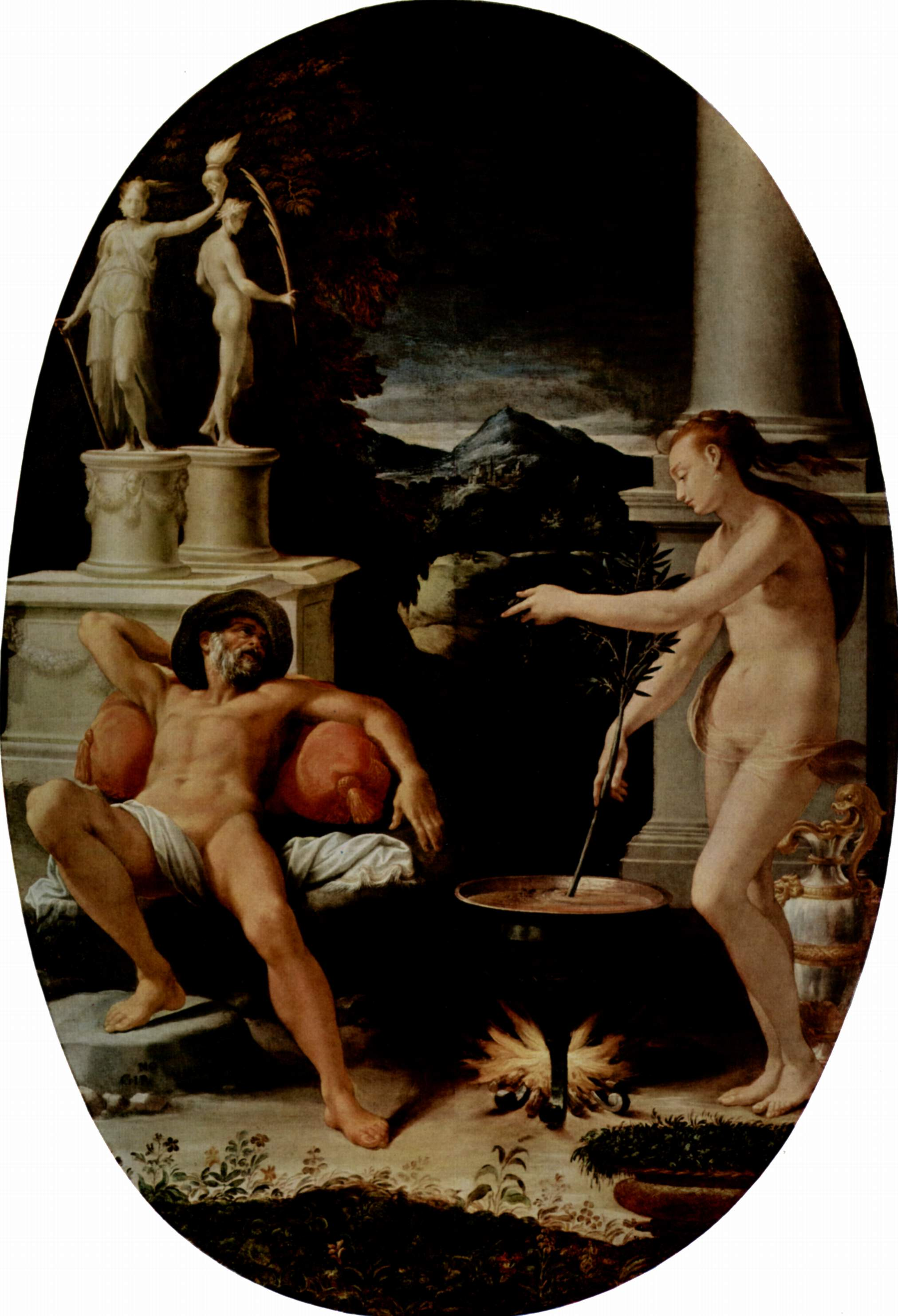
Giasone e Medea nella visione manierista di Girolamo Macchietti (Uffizi - 1570 circa)

Giasone non rispose alla collera con l'ira: i suoi modi furono tanto educati che Eete quasi cambiò idea. Volle contrattare, ma le sue condizioni rimasero inaccettabili.

#### Le condizioni di Eete
Per recuperare il vello d'oro Giasone avrebbe infatti dovuto:
- aggiogare all'aratro due feroci tori dagli zoccoli di bronzo e dalle narici fiammeggianti; fiere bestie di proprietà di Efesto, il dio dell'ingegno;[45]
- tracciare quattro solchi nel terreno chiamato Campo di Marte e seminarci dei denti di drago: quelli, pochi e perduti, che Cadmo aveva seminato tempo addietro a Tebe.

Nell'udire le condizioni Giasone rabbrividì, ma in suo aiuto intervenne il favore degli dei: Eros, il dio dell'amore, fece sì che Medea si innamorasse del giovane comandante.
Il dio era in realtà mosso da interessi personali, spinto dalla madre Afrodite ad agire per ottenere in cambio la pietra lucente che desiderava. La dea era in combutta con altre due divinità, Era e Atena, e insieme avevano cospirato alle spalle della ragazza.
Medea a lungo cercò di contrastare quel sentimento affiorato così all'improvviso, chiedendosi il perché di tanto interesse verso una persona conosciuta da poco. Alla fine la donna, comprendendo che le prove imposte a Giasone l'avrebbero condotto a morte certa si risolse ad aiutarlo, convinta che se avesse agito diversamente sarebbe stata fredda come una pietra.
Calciope intanto cercò l'appoggio di sua sorella e quando scoprì l'amore di lei per Giasone colse l'occasione e fece da tramite fra i due. Medea decise di aiutare Giasone, ma in cambio voleva diventare sua sposa.

##### La prova di Giasone
La principessa, abile maga, diede al suo amato una pozione nella quale era infuso il sangue di Prometeo, fautore dell'emancipazione del genere umano, che lo avrebbe protetto dal fuoco dei due tori.
Arrivato il giorno atteso per la prova, molti erano gli spettatori che si riunirono per assistere all'evento, fra cui lo stesso re. I tori bruciavano l'erba con il fuoco; puntandolo con le loro corna d'acciaio, andarono incontro al figlio di Esone ma l'eroe, grazie alle arti magiche di Medea, non soffriva il calore. Giasone con grande fatica riuscì a domare le bestie e, soggiogatele, le costrinse ad arare per tutto il giorno.
A notte iniziò a seminare i denti del drago, da ciascuno dei quali spuntò dalla terra
un guerriero; alla fine si formò un esercito che si rivolse contro di lui. Medea lanciò un altro potente incantesimo grazie al quale Giasone scagliò in mezzo a loro un enorme masso, creando una nube di polvere e molta confusione. I guerrieri iniziarono a uccidersi fra loro e continuarono a farlo fino a quando Giasone non ebbe eliminato personalmente i pochi sopravvissuti, superando così la prova.

#### Il drago custode del vello d'oro
Anche se Giasone aveva superato queste prove impossibili, il re Eete si rimangiò la parola data, minacciando di dare fuoco alla nave Argo e di ucciderne l'equipaggio. Allora Medea guidò Giasone al luogo dove il vello era nascosto. Un enorme drago, immortale e dalle mille spire, faceva da guardia al tesoro. Il mostro, lungo più della loro nave, era figlio di Tifone, un gigante che in passato era stato ucciso a fatica da Zeus. Medea fece sfoggio di vari incantesimi, grazie ai quali riuscì ad ammaliare il drago fino a farlo addormentare. Giasone, approfittando del momento, staccò dai rami della quercia il vello d'oro e lo portò con sé nella fuga.
Intanto, i sacerdoti di Ares avevano dato l'allarme e i Colchi erano scesi in battaglia contro gli Argonauti, ferendo Ifito, Argo, Atalanta, Meleagro e anche il loro comandante. Medea curò tutti con i suoi filtri magici, ma non fece in tempo a completare l'opera, tanto che Ifito morì comunque per le ferite ricevute.

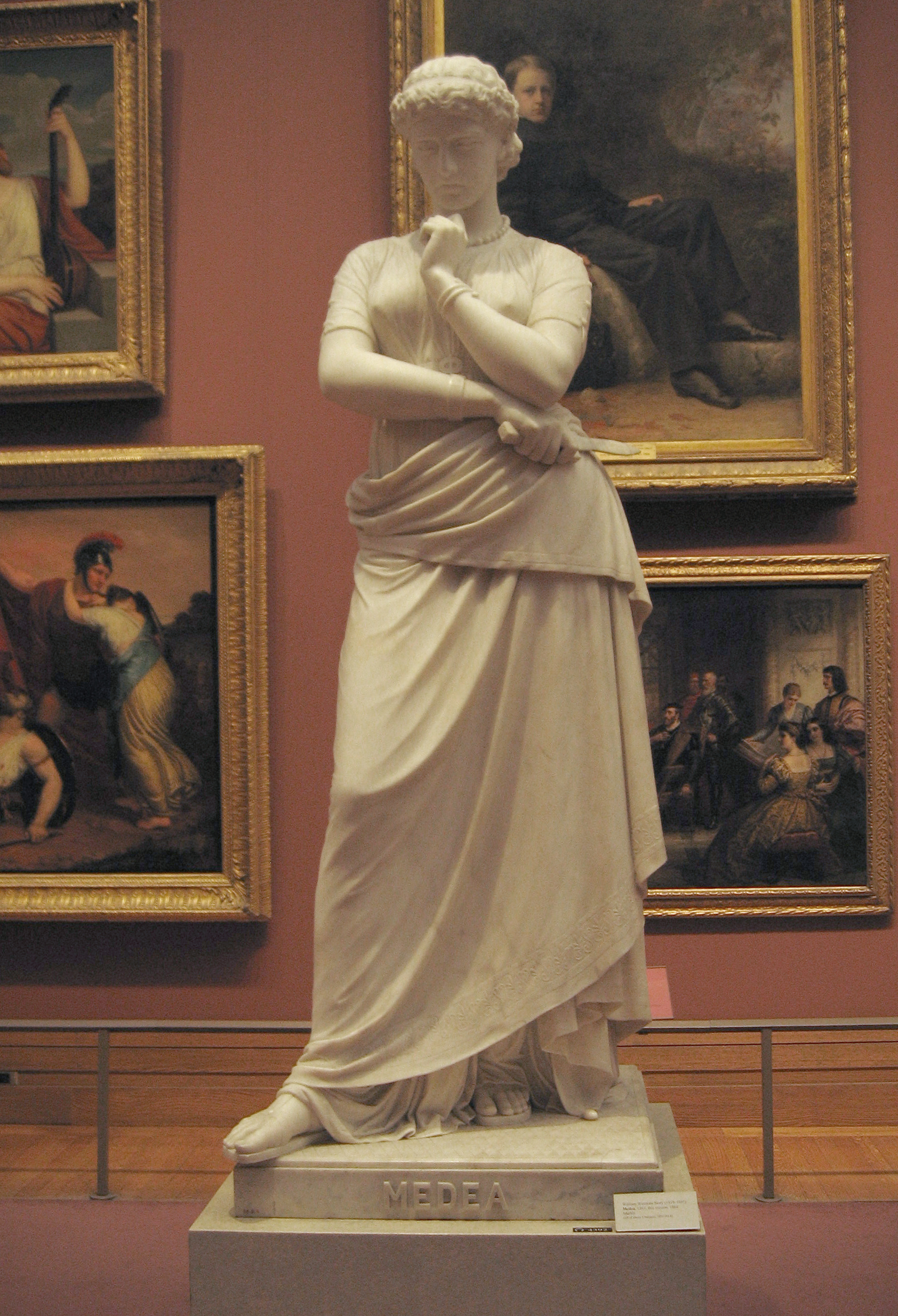
Medea di William Wetmore Story - 1868 (Met)

### Il ritorno
Durante il ritorno, seguendo un altro dei saggi consigli di Fineo, gli Argonauti, inseguiti dalle galere di Eete, navigarono attorno al Mar Nero nel senso contrario al giro del sole.
Una delle versioni riporta che, quando Eete raggiunse Giasone e i compagni alla foce del Danubio, Medea prese il piccolo Apsirto, il fratellastro che aveva portato come ostaggio, e lo fece a pezzi, gettandone i pezzi in mare. Eete, inorridito di fronte a tale orrore, costrinse le navi inseguitrici a fermarsi presso Tomi, per recuperare i brandelli del figlio dilaniato. Secondo altri autori, invece, Giasone riuscì a uccidere anche Eete.
Secondo la versione più dettagliata, Apsirto, qui presentato come un giovane uomo, inseguì Giasone per ordine di suo padre, mentre gli Argonauti giunsero in un'isola sacra ad Artemide. Qui, una volta sbarcati, avrebbero aspettato il giudizio del re dei Brigi. Medea, che non voleva per alcun motivo essere abbandonata, inviò segretamente un messaggio al fratellastro, sostenendo di essere trattenuta con la forza e supplicandolo di venire a salvarla. La sera stessa Apsirto scese sull'isola, dove fu inseguito e colpito alle spalle da Giasone. Per evitare di essere perseguitato dalla sua ombra, leccò e sputò immediatamente alcune gocce del suo sangue e amputò gli arti del ragazzo. Quando Medea tornò sulla nave, gli Argonauti scesero in battaglia contro i soldati che, senza un comandante, fuggirono impauriti.

#### La rotta del ritorno
Dopo la morte di Apsirto, gli Argonauti furono liberi di affrontare la rotta che li avrebbe ricondotti a casa. Fra i mitografi antichi e moderni non vi è accordo sulla rotta intrapresa:
- alcuni affermano che invertirono la rotta passando per l'Oceano Indiano, entrando poi nel Mediterraneo dal lago Tritoni;[58]
- altri sostengono che la nave risalì il Danubio, per poi passare al Po, scendendo quindi fino all'Adriatico;[59]
- altri ancora raccontano che, risalito il Danubio, giunsero all'isola di Circe, passando per il Po e per il Rodano;[60]
- altri narrano che risalirono il Don e poi trasportarono l'Argo fino alle acque di un fiume che sfocia nel Golfo di Finlandia;[61]
- altri, infine, raccontano che, percorsi il Danubio e l'Elba, raggiunsero lo Jutland. Una volta giunti in quelle terre si diressero verso l'oceano a occidente, arrivando fino all'Irlanda e poi, superando le colonne d'Ercole, arrivarono all'isola di Circe.[62]

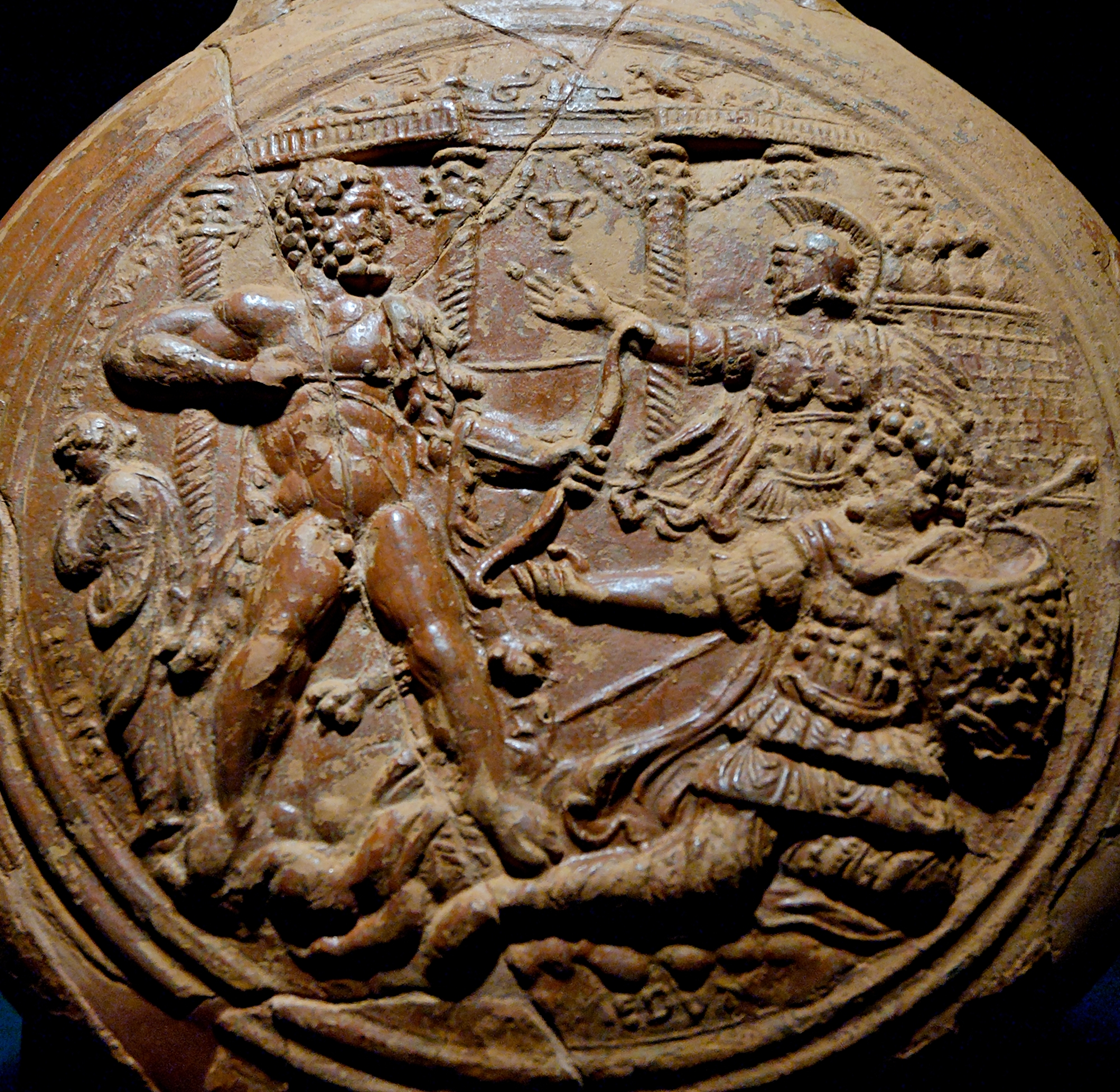
Eracle sta per uccidere Laomedonte

Tutte queste rotte sono frutto della fervida fantasia dei mitografi, ma in realtà impossibili da seguire: la nave Argo, probabilmente, ritornò semplicemente da dove era venuta, dal Bosforo superando l'Ellesponto senza però incontrare le difficoltà della prima volta visto che Eracle nel frattempo aveva attaccato e distrutto l'intera flotta troiana per poi giungere fino alla città, dove uccise Laomedonte e mise al suo posto l'ultimo dei suoi figli, Priamo (chiamato anche Podarce).

#### Medea e Giasone
La polena della nave, che aveva poteri oracolari, sentenziò che Giasone e Medea dovevano purificarsi per i delitti commessi. I due scesero dalla nave e andarono incontro alla zia di Medea, Circe, anch'essa maga. La donna, pur non avendo alcuna intenzione di intervenire, li purificò usando sangue di scrofa.
Nel frattempo i Colchi riuscirono a scoprire dove Giasone si nascondeva.

Una volta arrivati a Corcira, a quei tempi chiamata Drepane, i Colchi si recarono dai regnanti locali, il re Alcinoo e sua moglie Areta. Reclamarono sia il vello che la testa di Giasone, ma il re decise di porre una condizione, che sarebbe stata riferita soltanto il giorno dopo. Areta, ormai amica di Medea, tenne sveglio il consorte tutta la notte, fino a farsi rivelare quale fosse la condizione per liberare, il giorno seguente, la sua amica Medea.
La condizione era che Medea fosse ancora vergine. Areta subito avvertì la donna di questo e Giasone sposò la strega la notte stessa nella grotta di Macride. Gli Argonauti banchettarono e il vello d'oro fu messo ai piedi dei due sposi. Il mattino seguente Alcinoo fece il suo proclama ma si sentì rispondere da Giasone che Medea era già sua sposa. I Colchi allora non poterono più eseguire gli ordini imposti e neanche tornare in patria; essi vagarono fondando nuove città. Solo un paio d'anni dopo Eete seppe tutta la verità.

### La fine del viaggio
Giasone continuò il suo viaggio, fino a raggiungere l'isola delle Sirene. Gli Argonauti poterono udire il loro canto, ma la fatale melodia fu vinta da un suono ancora più dolce, quello della lira di Orfeo. Il solo Bute, incantato comunque dalle Sirene, non riuscì a resistere e cercò di raggiungerle gettandosi a mare. La sua morte sarebbe stata certa se Afrodite, obbedendo a un capriccio, non lo avesse salvato e portato con sé.
Gli eroi costeggiarono poi la Sicilia, dove videro Elio pascolare il suo favoloso gregge, ma riuscirono a tenere a freno i loro desideri e passarono oltre.

#### Avventure nel deserto
All'improvviso una forte burrasca travolse gli eroi, sollevando l'intera nave e gettandola contro le rocce della costa libica dove un deserto senza fine si parò davanti a loro. Stavano per perdere ogni speranza quando la triplice dea Libia apparve in sogno a Giasone. Rincuorato, il comandante decise di recuperare la nave e, sollevando e trasportando a spalla tutti insieme l'imbarcazione, in dodici giorni riuscirono a giungere fino al lago Tritonide. Durante questo lungo periodo scamparono alla sete solo grazie al ritrovamento della sorgente che Eracle aveva fatto scaturire in una delle sue fatiche.
Durante il trasporto della nave, Canto, uno degli eroi, vide il gregge di Cafauro e, non riuscendo a resistere alla fame, cercò di rubare qualche capo; il pastore lo scoprì e infuriato lo uccise. Subito gli Argonauti lo vendicarono.
Durante la cerimonia di sepoltura del loro amico, accadde a Mopso di venir morso al tallone da un serpente; una nebbia calò sui suoi occhi, atroci dolori si diffusero lungo il corpo, i capelli caddero e alla fine spirò. Gli Argonauti, celebrati anche i riti funebri per la scomparsa di Mopso, tornarono alla ricerca del lago.
Giasone portava con sé due tripodi di bronzo avuti in dono dall'oracolo della Pizia. Grazie al consiglio di Orfeo, il comandante decise di offrirne uno alle divinità locali. Subito apparve Tritone che prese per sé il tripode; prima che potesse fare ritorno laddove era venuto, Eufemo, preso coraggio, gli si parò innanzi chiedendogli quale via portasse al Mediterraneo. Tritone in risposta gli donò una zolla di terra che avrebbe reso lui e i suoi discendenti sovrani di Libia, e quindi trascinò la nave degli Argonauti fino al mare.

#### Verso casa
Ripresa la navigazione gli Argonauti cercarono di avvicinarsi a Creta dove faceva buona guardia Talo, la sentinella di bronzo opera di Efesto. L'automa, non appena avvistò la nave, iniziò a bersagliare l'equipaggio con pietre, ma Medea ingannò il mostro e lo addormentò con una pozione. La strega si avvicinò poi al gigante e tolse il chiodo che turava la sua unica vena, facendolo morire dissanguato.
Secondo altre versioni, invece, il gigante incantato dagli occhi della donna barcollò fino a ferirsi; o, secondo altre, fu ucciso da una freccia di Peante.

### La morte di Esone
Esone, che già prima della partenza di Giasone si preoccupava per la sorte di suo figlio, della sua famiglia e del suo regno, fu rincuorato da Polimela.
(Valerio Flacco, Argonautica , Libro I, versi 763-766, commento di Polimela)
Poco dopo la partenza degli Argonauti, Pelia, incurante della promessa fatta a Giasone, scelse di sterminarne la famiglia. Il primo a cadere fu proprio Esone; dopo di lui il re frantumò la testa di Promaco, figlio di Esone. Polimela, disperata ma fiera, non si lasciò uccidere e scelse di morire per mano propria.

### La morte di Pelia

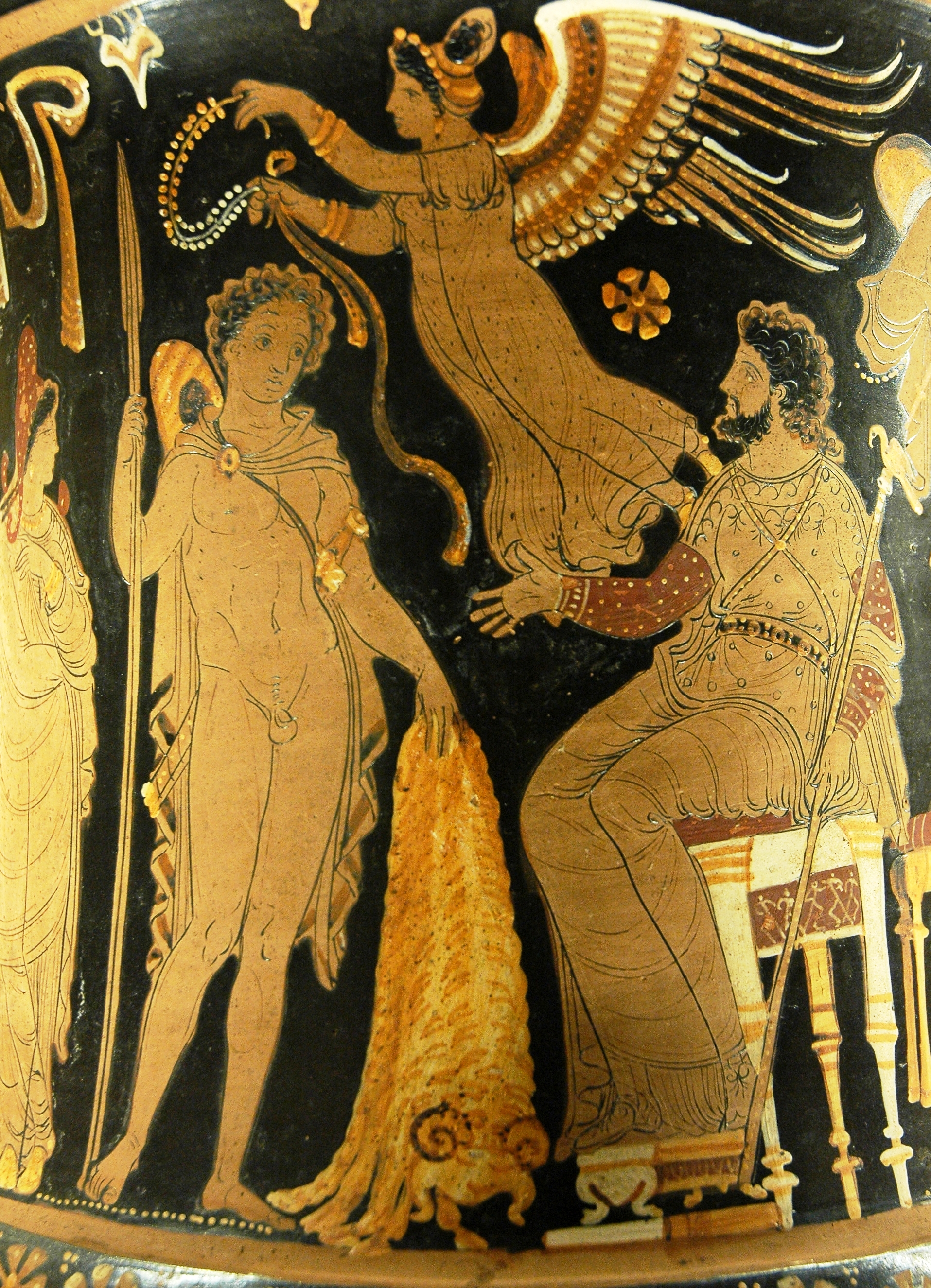
Giasone riporta il vello d'oro a Pelia

Una sera di autunno gli Argonauti riuscirono ad approdare alla spiaggia di Pagase, presso Iolco, dove appresero che si era sparsa la voce della loro morte; seppero anche del massacro perpetrato da Pelia.
Udite queste notizie, Giasone proibì a chiunque avesse visto l'attracco di parlarne; convocò quindi un consiglio nel quale tutti gli Argonauti furono d'accordo nell'uccidere il re. Ad Acasto, che non poteva certo uccidere il proprio padre, fu concesso di ritornare a casa. Molti tra gli Argonauti sostennero però l'impossibilità di compiere la vendetta, anche perché Iolco era una città molto ben munita. Di fronte al profilarsi di una rinuncia generale Medea assunse solo su se stessa l'intero compito di espugnare la città.

#### Il piano di Medea
La maga disse agli Argonauti di nascondersi in attesa di un suo cenno; trovò un simulacro cavo della dea Artemide; ordinò quindi alle sue ancelle di vestirsi in strano modo e di portarlo a turno. Medea si travestì da vecchia e, presentatasi alle porte di Iolco, offrì la fortuna di Artemide sulla città se solo le avessero aperto le porte. I guardiani non poterono rifiutare e, una volta entrate, le serve della strega ingannarono la gente inscenando finte crisi religiose.
Pelia, dubbioso, si rivolse allora alla vecchia chiedendole cosa volesse la dea da lui. La risposta fu che, se avesse creduto in Artemide e nel suo operato, avrebbe ricevuto in cambio eterna giovinezza. Il re non le volle credere e allora Medea prese un vecchio ariete, lo fece a pezzi, lo bollì e pregando la dea di assisterla e usando tutte le formule magiche a sua conoscenza, riuscì, con uno stratagemma, a fare credere che l'animale fosse ringiovanito.
Questo convinse il re, che si denudò e, sdraiatosi, si fece ipnotizzare. Medea chiese alle figlie del re, Alcesti, Evadne, e Anfinome, di tagliare a pezzi il proprio genitore. Dapprima rifiutarono ma la strega, usando altri inganni e piccoli incantesimi, riuscì a persuadere Evadne e Anfinome. I pezzi finirono nel calderone mentre, sempre su richiesta della finta vecchia, le due assassine agitavano delle torce: doveva essere un'invocazione rivolta alla dea luna, ma in realtà era il segnale convenuto per l'ingresso in città degli Argonauti, che poterono prendersi così la rivincita.
Giasone, temendo la collera del figlio di Pelia, loro compagno di viaggio, non avanzò pretese sul trono: accettò l'esilio impostogli da Acasto lasciandogli anche il trono. Secondo l'antica usanza, alla morte del re furono dedicati dei giochi funebri, nei quali gli Argonauti ebbero occasione di dare prova della loro abilità, vincendo diverse prove.

## Confronto e note dopo le avventure
Molti dei reduci dall'impresa parteciparono anche alla cattura del cinghiale calidonio e alla guerra sostenuta dai Lapiti contro i centauri. Alcuni degli argonauti e molti dei loro figli, fra cui Achille e Odisseo, furono celebri eroi della guerra di Troia. Al di fuori di tali epopee gli Argonauti si incontrarono ancora e non furono mai episodi pacifici, con l'eccezione di quello che legò Atalanta e Melanione in un destino comune di innamorati. Nel caso delle duplice coppia di gemelli l'episodio che li vide ancora protagonisti fu perfino di sterminio. Dai vari racconti si comprende come il destino degli Argonauti fosse legato soprattutto a Giasone. L'episodio della morte del figlio di Zeus è l'unico collegabile alle avventure trascorse con i suoi compagni, perché sarà proprio la nave che li ha accompagnati per mille peripezie a causarne la fine.
Di seguito un raffronto per ogni singolo Argonauta:
| Nome             | Giunto al ritorno | Episodio della scomparsa      | Note dopo le avventure |
| ---------------- | ----------------- | ----------------------------- | --- |
| Acasto           | SÌ                |                               | Eredita il regno del padre Pelia. |
| Admeto           | SÌ                |                               | Ha Apollo come servo per nove anni e ne ottiene una lunga vita. |
| Anceo il Grande  | SÌ                |                               | Ucciso da un cinghiale. |
| Anceo il Piccolo | SÌ                |                               | Ucciso dal cinghiale calidonio. |
| Anfiarao         | SÌ                |                               | Cade vivo nelle viscere della terra durante la guerra dei Sette contro Tebe.                                                                                       |
| Argo di Tespi    | SÌ                |                               | |
| Ascalafo         | SÌ                |                               | Ucciso da Deifobo nella guerra di Troia |
| Asterio          | SÌ                |                               | |
| Atalanta         | SÌ                |                               | Ferita dai sacerdoti di Ares - Trasformata in leone da Afrodite.                                                                                                   |
| Attore           | SÌ                |                               | Ucciso da Eracle durante la sua battaglia contro Augia. |
| Augia            | SÌ                |                               | Ripulire le sue stalle è la sesta fatica di Eracle, che per successivi contrasti lo uccide.                                                                        |
| Bute             | NO                | Disperso in mare              | |
| Calaide          | SÌ                |                               | Ucciso da Eracle per il torto subito. |
| Canto            | NO                | Ucciso da Cafauro             | |
| Castore          | SÌ                |                               | Ucciso dai suoi acerrimi nemici, Ida e Linceo. |
| Cefeo            | SÌ                |                               | Ucciso da Eracle insieme a molti dei suoi figli. |
| Ceneo            | SÌ                |                               | Ucciso nella lotta tra Lapiti e Centauri. |
| Corono           | SÌ                |                               | Ucciso da Eracle nella lotta fra Dori e Lapiti. |
| Echione          | SÌ                |                               | |
| Eracle           | NO                | Disperso sull'isola di Misia  | Indossata una veste velenosa, brucia vivo. |
| Ergino           | SÌ                |                               | |
| Eufemo           | SÌ                |                               | Governa la Libia. |
| Eurialo          | SÌ                |                               | Combatte nella guerra di Troia al fianco di Diomede. |
| Euridamante      | SÌ                |                               | Si stabilisce a Troia. I suoi due figli Abante e Poliido parteciparono alla difesa della città assediata dagli Achei, morendo entrambi per mano di Diomede.        |
| Falero           | SÌ                |                               | |
| Fano             | SÌ                |                               | |
| Giasone          | SÌ                |                               | Ripudiò la moglie Medea - Una volta vecchio lo uccise una trave della nave Argo.                                                                                   |
| Ida              | SÌ                |                               | Morì combattendo contro i suoi acerrimi nemici, i Dioscuri. |
| Idmone           | NO                | Ucciso dall'enorme cinghiale. | |
| Ificle           | SÌ                |                               | Ucciso nella guerra contro Sparta - Da non confondere con il fratello di Eracle.                                                                                   |
| Ifito            | NO                | Ucciso dai sacerdoti di Ares. | |
| Ila              | NO                | Rapito dalle ninfe.           | |
| Laerte           | SÌ                |                               | Padre di Ulisse, ancora in vita quando il figlio tornò dall'Odissea.                                                                                               |
| Linceo           | SÌ                |                               | Ucciso combattendo contro i suoi acerrimi nemici, i Dioscuri. |
| Melampo          | SÌ                |                               | |
| Meleagro         | SÌ                |                               | Ferito dai sacerdoti di Ares. -- Poteva morire soltanto al consumarsi di un tizzone di legno che stava bruciando alla sua nascita.                                 |
| Mopso            | NO                | Morso da un serpente.         | |
| Nauplio          | SÌ                |                               | Punito da Zeus che lo fece naufragare. |
| Oileo            | SÌ                |                               | Ferito dagli uccelli stinfali. |
| Orfeo            | SÌ                |                               | Dopo la scomparsa di Euridice divenne misogino e per questo le menadi di Tracia lo fecero a pezzi.                                                                 |
| Palemone         | SÌ                |                               | |
| Peante           | SÌ                |                               | Lui o suo figlio Filottete rimase vicino a Eracle nei suoi ultimi istanti terreni e da lui ebbe le frecce avvelenate dell'idra di Lerna, con il quale uccise Talo. |
| Peleo            | SÌ                |                               | |
| Peneleo          | SÌ                |                               | Ucciso al tempo della guerra di Troia per mano di Euripilo. |
| Periclimeno      | SÌ                |                               | Eracle si scontrò con lui, e dopo una dura lotta si salvò a stento.                                                                                                |
| Polluce          | SÌ                |                               | Unico superstite nella lotta dei 4 gemelli, fu trasformato insieme al fratello nella costellazione dei gemelli.                                                    |
| Polifemo         | NO                | Disperso in un'isola.         | Ucciso in battaglia contro i Calibi |
| Stafilo          | SÌ                |                               | |
| Telamone         | SÌ                |                               | Partecipò alla cattura del cinghiale calidonio. |
| Tifide           | NO                | Malattia                      | |
| Zete             | SÌ                |                               | Ucciso da Eracle per il torto subito. |

## Interpretazione e realtà storica
Molte sono le interpretazioni date al viaggio degli Argonauti. Tra le tante, spicca la rielaborazione in senso evemerista di Isaac Newton che, oltre a datarlo nel 937 a.C., lo considera il risultato di un'ambasciata greca in funzione anti-egizia, presso i coevi popoli del Mediterraneo. Guido Paduano sottolinea come Le Argonautiche di Apollonio Rodio avrebbero voluto rappresentare la più grande opera dei tempi del mito, ma fallirono in questo scopo, deludendo il lettore nell'evolversi delle vicende, affermando che la comparsa di Eracle serviva soltanto per fare vedere quanto gli altri partecipanti gli fossero inferiori, mentre Gilbert Lawall sottolinea la linea pessimistica dell'intera vicenda. Vale la pena di ricordare che questi commenti si riferiscono solo alla versione di Apollonio Rodio, non alla storia nella sua completezza.
Giulio Guidorizzi invece individua nel recupero del vello d'oro una prova iniziatica che il ragazzo Giasone deve superare per diventare uomo.
Robert Graves racconta che i partecipanti in realtà erano mercanti che dovevano stringere importanti rapporti nella regione del mar Nero, ecco il perché di molti nomi nei vari elenchi (Tzetze cita cento Argonauti), ogni città voleva un suo rappresentante per tutelare i suoi diritti nel commercio con le terre lontane. Graves inoltre esprime un giudizio comune a molti studiosi moderni, affermando che il nucleo della leggenda degli Argonauti è veramente esistito datando tale epopea nel corso del tredicesimo secolo a.C., prima della guerra di Troia.

### Il ruolo delle donne
Ai tempi del mito il ruolo della donna era relegato all'idea di bellezza e di furbizia e in nessun caso si permetteva a queste di combattere. Esempio è il caso di Atalanta, unica donna tra gli Argonauti. Invece secondo alcuni autori minori si era solamente offerta di partecipare e Giasone, temendo per la reazione dei compagni, rifiutò la proposta.

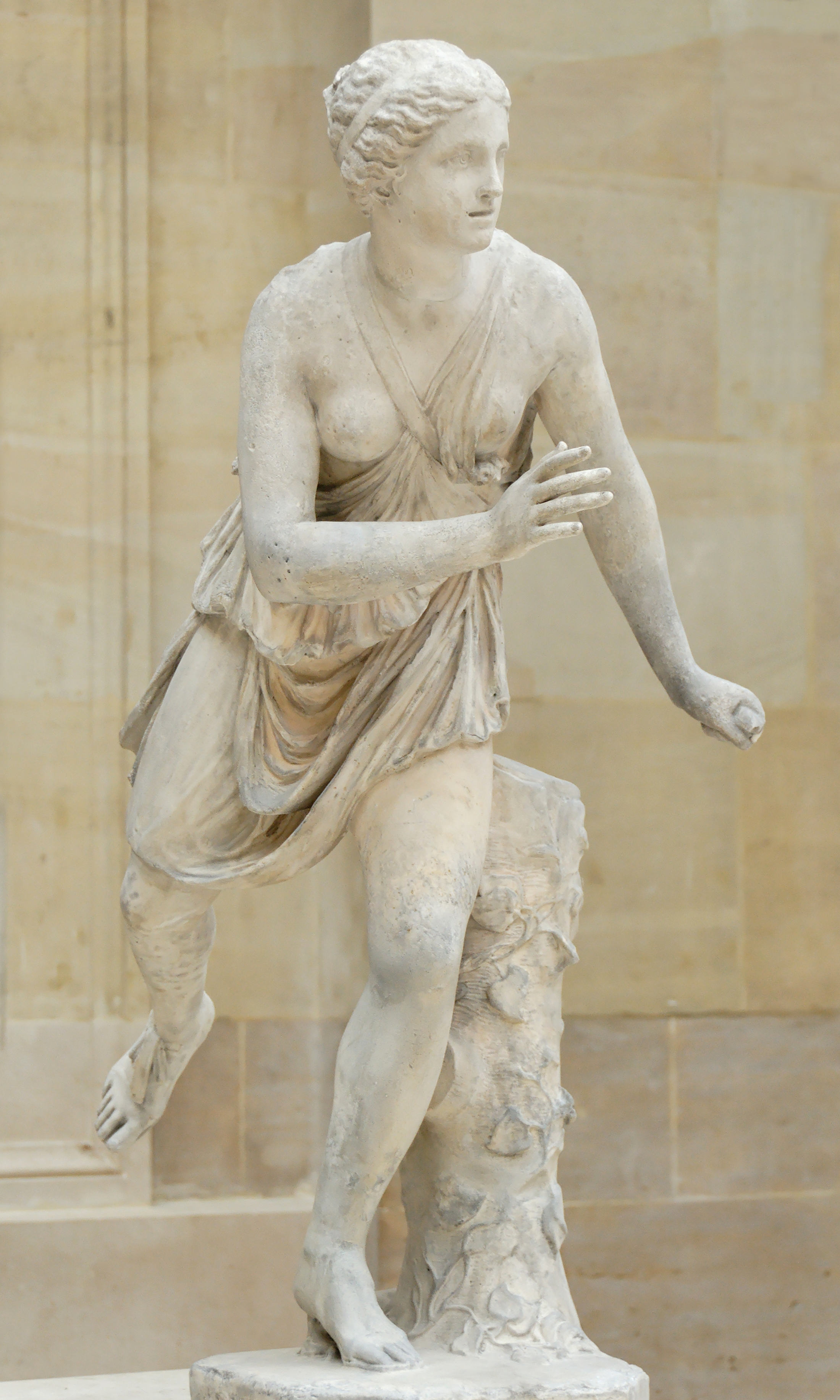
Atalanta l'unica donna fra gli Argonauti

Cenis era una bella donna che desiderava combattere e per questo venne trasformata in un uomo, lei per prima pensava che il corpo femminile fosse inadatto a combattere.
Diversa considerazione avevano le streghe, ma in tal caso si rispettavano le arti magiche che si nascondevano dietro al loro potere, frutto di preghiere agli dei e dell'invocazione degli spiriti, non merito proprio. Per l'idea di profonda devozione e amore verso gli dei, che secondo i mitografi si nascondeva dietro a tali pratiche, le arti magiche ai tempi del mito erano quasi assoluta prerogativa delle donne.
Eppure si racconta che Medea riuscì dove cinquanta uomini avevano fallito.

### Il ruolo degli dei
Gli dei che sorvegliano dall'alto gli umani, in tutte le saghe eroiche, favorivano il proprio beniamino. Spesso sono loro stessi la causa di grandi avventure, come avverrà anche in altre occasioni.
Tutto iniziò per colpa di un oracolo: Era, moglie di Zeus, fu la prima a schierarsi perché Giasone fu l'unico a dare retta a lei quando aveva sembianze di una vecchia, inoltre aveva poca considerazione di Pelia che non la ricordava nei sacrifici. Andando avanti con la storia Afrodite, la dea della bellezza e Atena, dea della giustizia, all'inizio neutrali, decisero di intervenire, obbligando Medea a interessarsi a Giasone senza preoccuparsi delle tragiche conseguenze che questo loro gesto avrà in seguito, successivamente alla fine del viaggio.

### Antiche rivalità
Durante il viaggio degli Argonauti, così come nacquero molte nuove rivalità, così se ne placarono alcune, anche se solo momentaneamente:
- I Dioscuri, Castore e Polluce, e gli altri due gemelli Ida e Linceo. La loro disputa iniziò prima della partenza. Durante tutto il viaggio non ci furono screzi fra loro ma, appena sbarcarono, l'odio si riaccese. Durante lo scontro finale, il solo Polluce rimase in vita.
- Eracle e i due Boreadi, Calaide e Zete. Per colpa del loro comportamento durante il viaggio, Eracle li cercò a lungo fino a quando li raggiunse e li uccise.[82]
- Anfiarao e Periclimeno. Il grande eroe Anfirao fu sconfitto proprio dall'altro Argonauta.[83]
- Atalanta e Melanione. In questo caso si tratta di un rapporto che ha come fine lo sbocciare dell'amore fra i due, dopo una gara di corsa vinta da lui.[70] Anche Meleagro aveva posto gli occhi sulla cacciatrice, ma tale passione sarebbe stata la causa della sua morte.[84]

#### Il ruolo di Eracle

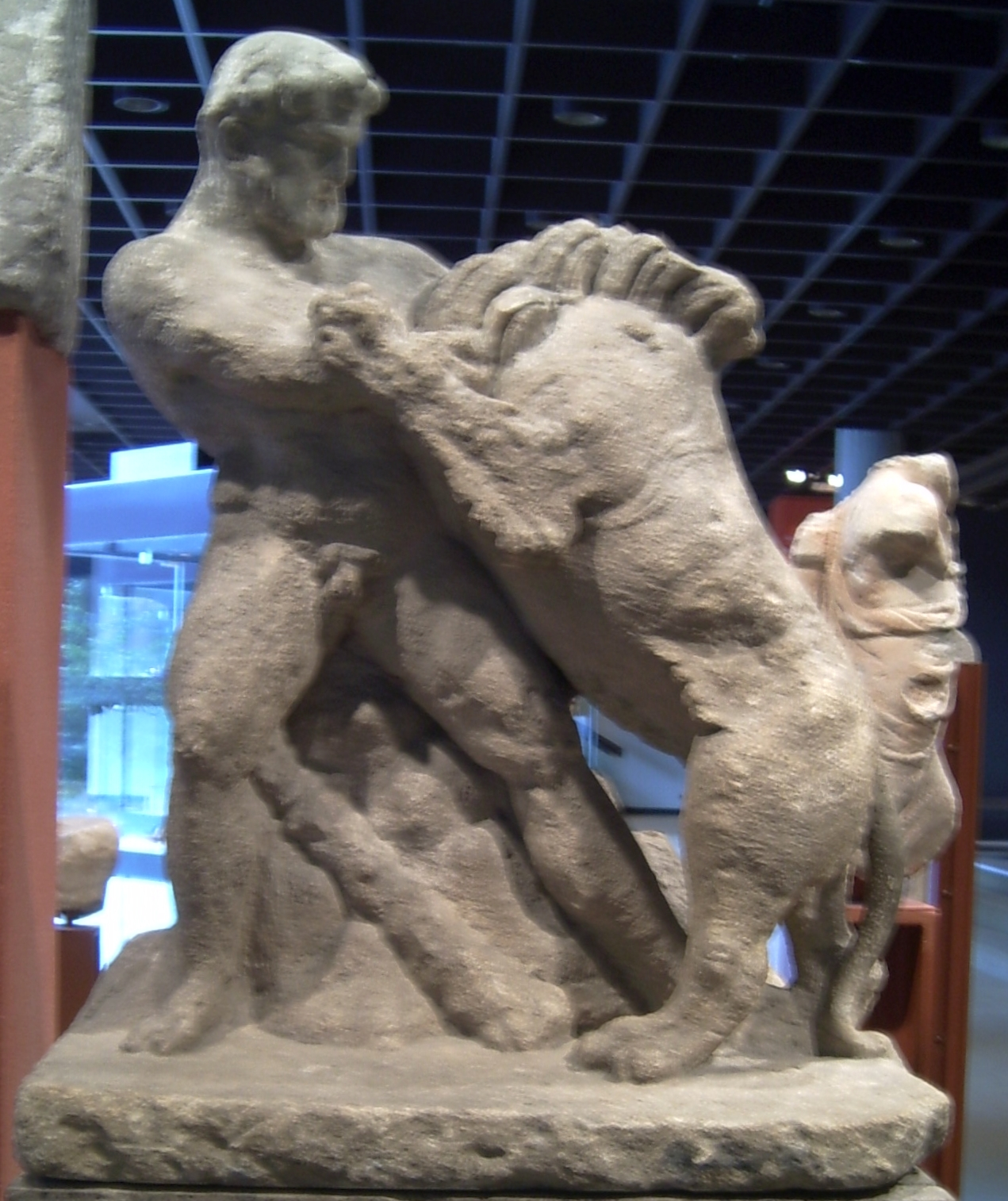
Eracle alle prese con il cinghiale Erimanto

Per rispondere alla chiamata di Giasone Eracle abbandonò le dodici fatiche, quando aveva appena compiuto la quarta, cioè dopo avere catturato il cinghiale Erimanto. Al termine della spedizione, Eracle riprese le sue prove da dove le aveva lasciate, ripulendo le stalle di uno degli Argonauti.
Secondo alcune fonti, la sesta fatica di Eracle, quella riguardante gli uccelli stinfali, fu compiuta dagli stessi Argonauti e non da Eracle stesso.
Eracle fu l'artefice del destino di molti degli eroi che presero parte al viaggio degli Argonauti. Uccise per vendetta Calaide e Zete, uccise per non avere ricevuto la ricompensa che si aspettava per la quinta fatica sia Augia che Attore, e anche Corono e Cefeo caddero per mano sua.
Prima dell'inizio del viaggio, del resto, il semidio aveva già incontrato diversi Argonauti: aveva distrutto il regno di Ergino e per poco non lo aveva ucciso, mentre gli era sfuggito per poco Periclimeno, che cercava di vendicare i propri fratelli. Secondo alcune fonti, Eracle sarebbe stato ucciso a sua volta da uno di essi, grazie all'intervento di Peante o Filottete (citato nel novero degli Argonauti da Igino).

## Similitudini e analogie
Esistono diversi miti simili nella mitologia celtica, fra cui le fatiche imposte a Kilhwych, l'eroe del Mabinogion. Egli vuole contrarre matrimonio con la maga Olwen, ma il padre gli impone, prima di consentire le nozze, diverse prove, affinché possa dimostrare il proprio coraggio. In particolare, queste prove appaiono molto simili a quelle sostenute da Giasone: per esempio Kilhwych deve aggiogare alcuni buoi e con essi arare un enorme campo, seminarvi il grano e raccoglierlo il giorno dopo.
Somigliante al mito di Giasone e degli Argonauti è anche la leggenda di Peredur, figlio di Evrawc, narrata nei Mabinogion.

## Letteratura
La storia della spedizione degli Argonauti è nota fin dai tempi dei poemi omerici: nel settimo e ventunesimo libro dell'Iliade si parla del figlio di Giasone. Il suo nome viene citato anche nel canto dodicesimo dell'Odissea. Esiodo, nella sua Teogonia, ricorda che Giasone andò a prendere Medea su ordine dello zio Pelia e che la maga gli partorì un figlio, Medeio, che fu educato da Chirone. La prima traccia della tradizione per cui Giasone fu mandato a recuperare il vello d'oro è nel poeta lirico Mimnermo, che probabilmente la raccontava per esteso. La prima trattazione giunta a noi integralmente è nella IV Pitica di Pindaro.
Il mito degli Argonauti ispirò, successivamente, le Argonautiche di Apollonio Rodio in età ellenistica e gli Argonautica di Gaio Valerio Flacco in età flavia.
Gli Argonauti sono citati anche nel canto XXXIII de "La Divina Commedia" di Dante, riprendendo la consuetudine medievale di indicare l'impresa come inizio della storia umana (datata 1223 a.C.). 

## Influenze nella cultura

### Cinema e televisione (parziale)
Nel corso dei tempi molti film e serie tv sono state dedicate al mito degli Argonauti:
- The Argonauts (1911, Stati Uniti)
- The Argonauts of California (1916, Stati Uniti)
- Argonavtebi (Kolkheti) (1936, Unione Sovietica), cortometraggio
- Le fatiche di Ercole (1957, Italia), regia di Pietro Francischi
- I giganti della Tessaglia (Gli argonauti) (1960, Italia/Francia), regia di Riccardo Freda
- Gli Argonauti (Jason and the Argonauts, 1963) regia di Don Chaffey[87]
- Giasone e gli Argonauti (Jason and the Argonauts, 2000, Stati Uniti), regia di Nick Willing, miniserie televisiva
- Greek Gods and Goddesses: Jason and the Argonauts, 2004, serie televisiva

### Videogiochi
- Rise of the Argonauts (2008), videogioco ispirato al mito di Giasone e degli Argonauti.

### Radio
- Nel 1933, in Australia, è stato prodotto uno spettacolo radiofonico basato sulla storia di Giasone e gli Argonauti. The Argonauts' Club è stato trasmesso dal 1933 fino al 2 aprile 1972. L'autrice è stata Nina Murdoch.[88]

### Musica
- Il compositore austriaco Gustav Mahler attorno al 1880 scrisse un'opera, oggi perduta, intitolata Die Argonauten, ispirata da Franz Grillparzer
- Nell'album English Settlement del gruppo inglese XTC del 1982, la quarta traccia, intitolata Jason and the Argonauts e scritta da Andy Partridge, è appunto ispirata alla mitologia degli argonauti.
- Pier Francesco Caletti Bruni (detto Francesco Cavalli) nel 1649 compose l'opera il Giasone (su testo di Giacinto Andrea Cicognini).